# Tom Thabane
Thomas Motsoahae Thabane Thabane, noto più semplicemente come Tom Thabane, (Maseru, 28 maggio 1939), è un politico lesothiano, Primo ministro del Regno del Lesotho dal giugno dal giugno 2012 al marzo 2015 e dal giugno 2017 al maggio 2020.

## Biografia
Thabane ha prestato servizio nel governo del Primo Ministro Pakalitha Mosisili dal 1998 al 2006; all'epoca, era membro del governo per il Lesotho Congress for Democracy (LCD), ma nel 2006 si è separato dall'LCD e ha lanciato l'ABC (All Basotho Convention), di cui è diventato il leader. Dopo più di cinque anni di opposizione, ha creato una coalizione di 12 partiti sulla scia delle elezioni parlamentari del maggio 2012 ed è stato nominato Primo Ministro.
Alle elezioni parlamentari del febbraio 2015, il suo governo è stato democraticamente rimosso dal potere da una coalizione a sette partiti guidata dal suo rivale e predecessore, Pakalitha Mosisili. Due mesi dopo, Thabane fuggì in Sudafrica con altri due leader dell'opposizione, sostenendo che le loro vite erano in pericolo; al loro ritorno in Lesotho il 12 febbraio 2017 parteciparono a un voto parlamentare di sfiducia del primo ministro Mosisili, che riportò al potere Thabane.
Il 16 gennaio 2020 - in concomitanza con la richiesta della polizia di interrogarlo nell'ambito delle indagini sull'assassinio della sua prima moglie, per il quale è sospettata la sua seconda moglie - ha preannunciato la volontà di presentare le dimissioni, che attuerebbe in luglio. Ciò nondimeno, ha cercato di sospendere l'operatività del Parlamento e di invocare l'immunità penale in quanto primo ministro: la prima decisione è stata capovolta dalla Corte costituzionale, che nella veste di Alta Corte sarà chiamata a decidere anche sulla seconda.